# La Usc di Ladins
Die Usc di Ladins (deutsch Die Stimme der Ladiner) ist die wichtigste Wochenzeitung der ladinischen Täler Gröden (ladin. Gherdëina), Gadertal (ladin. Val Badia), Fassatal (ladin. Fascia), Buchenstein (ladin. Fodom) und Cortina d’Ampezzo (ladin. Ampëz). Sie wird von der Union Generela di Ladins dla Dolomites herausgegeben. Jeden Samstag erreicht dieses Medium 4300 Familien. Der Hauptsitz der Zeitung befindet sich in der „Cësa di Ladins“ in St. Ulrich in Gröden. In den anderen ladinischen Tälern gibt es Außenredaktionen. Die Wochenzeitung wurde 1949 als Nos Ladins gegründet, ehe sie 1972 ihren heutigen Namen annahm. Die Auflage beträgt etwa 5000 Stück. Im Jahr 2012 wurde ihr der Prof. Claus Gatterer-Preis verliehen.

## Blattaufbau

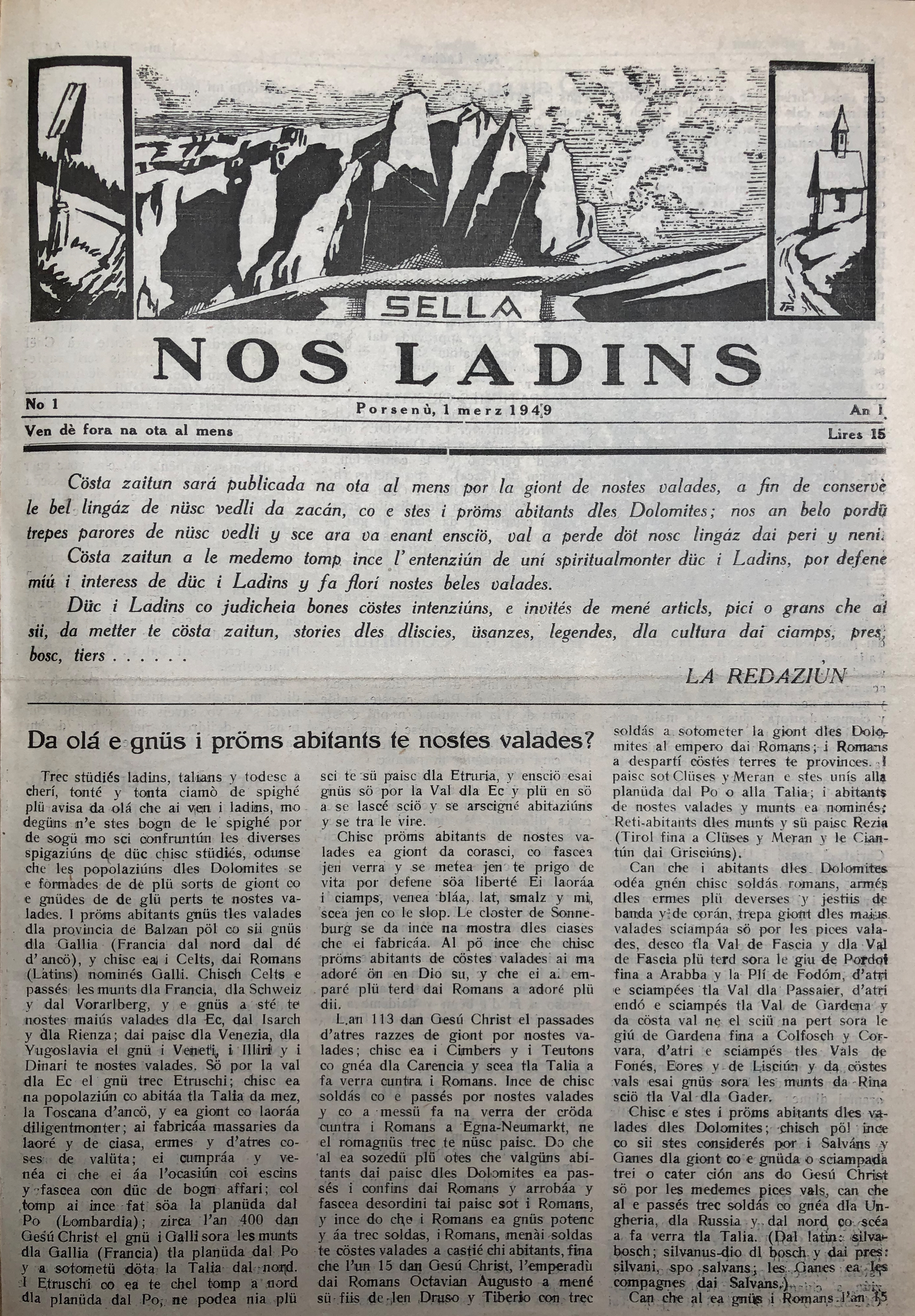
Erste Seite der ersten Ausgabe der Nos Ladins

Die Wochenzeitung ist in mehreren Rubriken unterteilt: Hauptseite mit aktuellen Themen einschließlich eines Hauptkommentars, ab der zweiten Seite folgen aktuelle Themen der Woche, welche für alle ladinischen Talschaften von Interesse sind. Danach folgen die Beiträge aus den verschiedenen Talschaften: Gröden, Gadertal, Fasstal, Buchenstein und Ampezo, die im jeweiligen Idiom geschrieben sind: Gherdeina, Badiot, Fascian, Fodom und Ampezan. Nach der Lokalberichterstattung folgen auf mehreren Seiten die Sportnachrichten aus allen ladinischen Tälern bzw. über Sportveranstaltungen mit ladinischer Beteiligung. Abwechselnd kommen noch weitere Rubriken hinzu, die sich mit spezifischen Themen befassen, wie Jugend und Soziales. Die letzte Seite hat wegen der Karikaturen von Manuel Ritz einen gewissen Kultstatus.